# Dorney Court
Dorney Court es una casa señorial de estilo Tudor temprano, catalogada como un monumento clasificado de grado I, que data de alrededor de 1440, ubicada en el pueblo de Dorney en el condado inglés de Buckinghamshire (Reino Unido).

## Historia
En el Libro Domesday de 1086 se registra que Dorney Manor había pertenecido antes de la conquista normanda a Aldred, un hombre del conde Morcar. En 1086, se encontraba en las tierras de Miles Crispin y su inquilino era un tal Ralf.  Desde aquí pasó sucesivamente a varias familias llamadas Cave, Parker, Newnham, Paraunt, Carbonell, Scott, Restwold, Lytton, Bray y Hill.  En 1542, James Hill vendió la propiedad a William Garrard, más tarde Lord alcalde de Londres y antepasado de la familia Palmer, que todavía posee y ocupa Dorney Court en la actualidad.
William Garrard, que compró la mansión de Dorney a James Hill en 1542, sirvió como alcalde de Londres en 1555. Murió en 1571 y le sucedió su hijo mayor, también llamado William Garrard, quien murió en 1607, dejando la mansión solariega a su esposa Elizabeth, para que está revirtiera a su hijo y heredero Thomas tras su muerte.
La hija de William Garrard fue Martha (fallecida en 1617), quien se casó con James Palmer (más tarde Sir James Palmer, nombrado caballero en 1629), y Dorney Court fue adquirida por su esposo en 1624. Esto siguió a las disputas dentro de la familia Garrard sobre la propiedad, centradas en el hermano de Martha, Thomas Garrard, quien se casó contra los deseos de su padre y cuya propia esposa con su familia también lo envolvió en disputas.
James Palmer (1585–1658), primero de los Palmers de Dorney Court, era hijo menor de Thomas Palmer, baronet, de Wingham, Kent.  Fue gentilhombre de cámara de Jaime I y Carlos I, canciller de la Orden de la Jarretera (desde 1645), amigo personal de Carlos II y artista y pintor de miniaturas.  También fue asesor de la colección real y gobernador de Royal Tapestry Works, Mortlake.  Su retrato de Jaime I se encuentra en la colección del Museo de Victoria y Alberto, su retrato del conde de Southampton se encuentra en la Colección Fitzwilliam de Cambridge y su retrato del conde de Northampton se encuentra en la Colección Real.

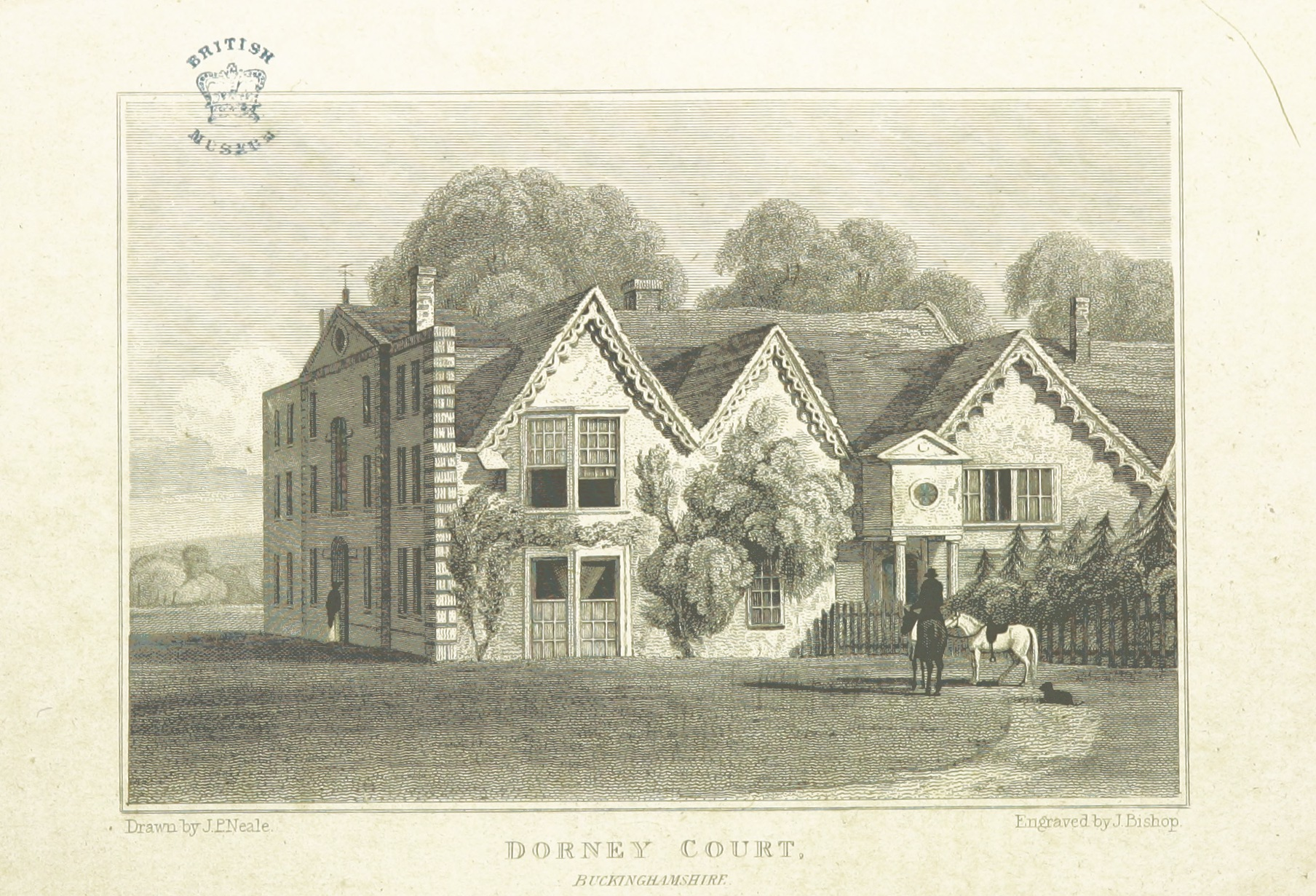
Grabado de Dorney Court (1818)

Desde James, la mansión ha pasado de padre a hijo en sucesión directa dentro de la familia Palmer hasta la actualidad. Su hijo menor fue nombrado conde de Castlemaine, pero fue su hijo mayor quien heredó la propiedad (Sir Philip Palmer, 1615-1683).  El cuarto hijo de Sir Philip, pero al momento de su muerte, el mayor sobreviviente, fue Charles Palmer de Dorney (1651–1714).
El hijo de Charles Palmer heredó el título de baronet que anteriormente ostentaba la rama mayor de la familia, los Palmer de Wingham en Kent. Por lo tanto, en 1723 se convirtió en Sir Charles Palmer, quinto baronet de Dorney.  Su propio hijo, también llamado Charles Palmer, murió antes que él, por lo que fue sucedido a su muerte por su nieto, Sir Charles Harcourt Palmer, sexto y último baronet, de Dorney.
Sir Charles tuvo varios hijos con su prima, pero no se pudo probar ningún matrimonio, por lo que los hijos se consideraron ilegítimos y el título terminó con su muerte en 1838.  Sin embargo, Dorney Court continuó siendo heredada por las generaciones sucesivas de la familia Palmer.
Dorney Court es la casa familiar de la familia Palmer, pero está abierta a los visitantes.

## Características

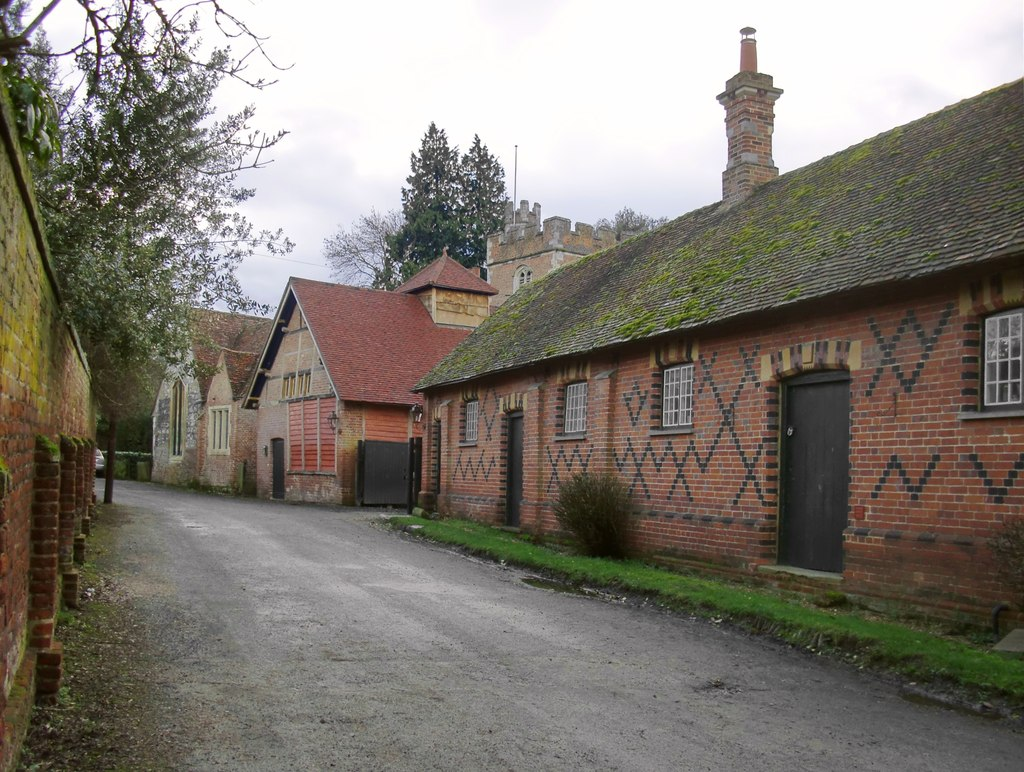
Vista lateral de la mansión

A primera vista, el edificio parece ser enteramente medieval, pero en realidad parte del exterior es una reconstrucción victoriana. La remodelación de la casa se llevó a cabo a finales del siglo XIX y se restauraron los ladrillos originales de la fachada frontal de la casa. La distribución interior apenas ha cambiado desde 1500. La parte más antigua es el salón artesonado, que contiene algunos ejemplos muy bellos de muebles antiguos.
El gran salón tiene numerosos retratos familiares y contiene paneles de lino traídos de la Abadía de Faversham en Kent; en el pasado se utilizó para albergar el tribunal señorial y todavía es el sitio de la reunión anual de los plebeyos.

## Escenario para películas y series
La escritora inglesa Susan Cooper, que creció en el pueblo, utiliza Dorney Court (como la mansión) en su serie de fantasía infantil The Dark Is Rising.
La casa ha estado abierta al público desde 1981. Ha aparecido como escenario en numerosas películas y programas de televisión, como Hogfather y The Colour of Magic (Death's Domain), Midsomer Murders, The Optimist, algunos episodios de la serie de Agatha Christie's Poirot de ITV «The Adventure of the Western Star» y «Sad Cypress», 24: Live Another Day, Sliding Doors, The New World, All Is True y Bridgerton.